# Vengeance (Melrose Place)
Pour les articles homonymes, voir Vengeance (homonymie).
Vengeance est le 4e épisode de la saison 2 de la série télévisée Melrose Place.

## Synopsis
Alison ne cesse de faire des cauchemars après la tentative de viol intentée par Keith. Elle est réveillée par un appel de Billy qui lui dit être en déplacement professionnel. En réalité, il est à Seattle et réussit à s'introduire dans la maison de Keith. Il comprend alors que celui-ci est psychologiquement instable après avoir découvert qu'il collectionne des photos d'Alison. 
Pendant ce temps, dans l'appartement de Jane, celle-ci a une explication assez houleuse avec sa sœur Sydney qui lui a avoué que son ex-mari Michael l'avait invitée à déjeuner. Jane est furieuse et lui fait comprendre qu'elle doit arrêter de le fréquenter sinon elle devra retourner à Chicago. 
À l'hôpital, Michael explique à Kimberly avoir discuté avec son avocate et qu'il ne se laissera pas faire. Soudain, il croise Matt dans les couloirs. Celui-ci remercie Michael de l'avoir pistonné et lui précise que dans son affaire de divorce il préfèrerait rester neutre.
Chez D&D, Amanda reçoit la visite du grand patron. Il lui fait comprendre qu'il garde un œil sur elle, il lui réclame un dossier sur lequel Alison a travaillé lorsque Amanda demande le dossier à Alison celle-ci lui explique qu'elle ne l'a pas encore bouclé Amanda la couvre auprès de l'encadrement. Mais lorsque le grand patron quitte son bureau elle s'empresse de la convoquer de remettre les points sur les I de façon assez brutale. Alison, elle, est toujours traumatisée par l'agression. 
À Seattle, Billy débarque sur le lieu de travail de Keith et une bagarre éclate entre eux. Lorsque ses collaborateurs veulent appeler la police, Keith les en empêche. 
Dans la maison de la plage, Michael ne comprend pas pourquoi son linge est sale. Kimberly lui fait comprendre qu'elle n'est pas sa femme de ménage mais médecin. 
À Melrose, Alison reçoit un appel de Keith. Ce dernier lui dit que Billy est venu l'agresser et que cela doit cesser. Alison raccroche en lui souhaitant de mourir. Alors qu'Amanda frappe à la porte d'Alison pour lui demander de la déposer, Billy arrive. Alison et lui font une mise au point à propos de son escapade à Seattle. 
Chez D&D, Amanda embauche Jo comme photographe pour une campagne. Elle effectue cette démarche uniquement pour mieux se rapprocher de Jack. 
Sydney rend visite à Michael à la maison de la plage. Elle lui ramène des lasagnes et se propose même de lui laver son linge. 
Amanda et Jack prennent un verre ensemble. Elle tente de le convaincre d'être le modèle d'une prochaine campagne. 
Billy et Alison finissent de s'expliquer à propos de sa visite à Seattle. Elle lui explique qu'elle ne s'en sort plus au travail. Billy lui propose d'en parler à Amanda mais Alison refuse catégoriquement. 
Chez Jo, celle-ci fait une petite crise de jalousie à Jack a propos d'Amanda. Jo fait comprendre à Jack qu'Amanda est une manipulatrice. Jack lui explique les raisons de leur dîner. 
Dans la buanderie de Melrose, alors que Sydney lave le linge de Michael, Jane débarque à l'improviste. Sydney cache vite le linge de Michael.
Alison semble être débordée de travail. Billy le remarque.
Sydney se rend chez Michael pour lui apporter son linge et constate que Kimberly est en couple avec lui. 
Chez D&D, Jo croise Alison et lui demande des conseils à propos d'Amanda. Alison lui dit qu'elle doit accepter le travail garder un œil sur Jack et surtout ne pas se fâcher avec Amanda. 
À l'hôpital, Kimberly va voir Michael et lui fait la morale à propos de Sydney. Elle ne comprend pas son comportement. Michael fait croire à Kimberly que c'est Jane qui envoie sa sœur pour l'espionner et qu'elle doit rester discrète pour qu'il puisse gagner le divorce. 
Chez D&D, alors qu'Alison est en pleine réunion, un assistant lui indique que Billy est en ligne est qu'il souhaite lui parler. Alison va prendre l'appel mais il s'agit en réalité de Keith qui se suicide pendant qu'il parle à Alison. Elle culpabilise, elle pense qu'il s'est donné la mort à la suite de ses propos.
Le lendemain matin, Michael se rend à Melrose pour voir Sydney pendant que Jane est absente. Il lui dit que Kimberly est juste une amie et qu'elle ne doit rien dire à Jane. Sydney se montre très entreprenante et complimente Michael.
À un déjeuner d'affaires, Alison ne cesse de boire et de penser à Keith. Après le départ du client, Amanda s'énerve et demande à Alison de rentrer chez elle. Le soir même, Alison se confie enfin à son amie Jo qui la rassure et tente de lui remonter le moral. Jo lui parle du suicide de sa mère et lui dit qu'elle ne doit surtout pas se sentir coupable et qu'elle doit arrêter de boire. Alison finit par rentrer chez elle. Billy est soulagé. Ils se disent qu'ils s'aiment. Mais Alison se réconforte aussitôt en consommant de l'alcool.

## Statut particulier
Cet épisode est centré sur la principale protagoniste du show, Alison, qui est prise dans la tourmente après le suicide de son ex petit-ami Keith. Il met en évidence le fait qu'avoir une stabilité sociale (amour, travail) ne suffit pas forcément à combler une blessure et que vouloir la combler peut amener à s'autodétruire (ici, par la consommation excessive d'alcool).

## Distribution
Acteurs principaux
- Josie Bissett (VF : Isabelle Maudet) : Jane Andrews Mancini

- Thomas Calabro (VF : Vincent Violette) : Michael Mancini

- Doug Savant (VF : Emmanuel Curtil) : Matthew Fielding Jr.

- Grant Show (VF : Thierry Ragueneau) : Jake Hanson

- Andrew Shue (VF : Vincent Ropion) : Billy Campbell

- Daphne Zuniga (VF : Déborah Perret) : Jo Beth Reynolds

- Laura Leighton (VF : Joëlle Guigui) : Sydney Andrews

- Et Courtney Thorne-Smith (VF : Virginie Mery) : dans le rôle d'Alison Parker

- Avec la participation spéciale de Heather Locklear (VF : Dominique Dumont)  : dans le rôle d'Amanda Woodward

Acteurs et actrices crédités en début d'épisode
- Lyman Ward : Doug Vincent
- William R. Moses : Keith Gray
- Et avec Marcia Cross dans le rôle de Kimberly Shaw